# 수달사향고양이
수달사향고양이(Cynogale bennettii)는 태국과 말레이시아, 인도네시아 그리고 브루나이에서 발견되는 준-수생 시벳의 일종이다. 지난 3세대 동안(15년으로 추정) 50% 이상으로 추산되는 심각한 개체수 감소가 진행됨에 따라서 멸종위기종(EN, Endangered species)으로 지정되었으며, 이는 직접적으로 서식지 파괴 그리고 간접적으로 서식지 오염의 영향때문이다. 수달사향고양이속(Cynogale)의 유일종이다.

## 특징

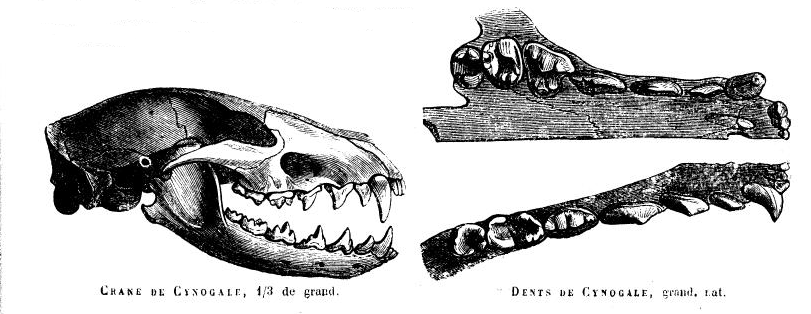
폴 제르베가 포유류 자연사(Histoire naturelle des mammifères)에 그린 두개골과 치열

수달사향고양이는 큰 입과 물갈퀴가 있는 발 그리고 털이 없는 발바닥과 긴 발톱 등을 포함하여 생태에 적응한 몇몇 기관을 갖고 있다. 긴 주둥이에는 길고 숱이 많은 구레나룻이 있다. 호세사향고향이 (Diplogale hosei)와 아주 많이 닮았지만, 꼬리는 더 짧다.

## 분포 및 서식지
수달사향고양이는 수마트라섬과 보르네오섬 그리고 태국 반도에 분포한다. 서식지로는 저지대 일차림을 좋아하지만, 이차림과 대나무 숲 그리고 나무가 사라진 숲에서 보고되기도 한다.